# Neukirchen an der Enknach
Neukirchen an der Enknach è un comune austriaco di 2 164 abitanti nel distretto di Braunau am Inn, in Alta Austria.